# Cithaerias bandusia
Cithaerias bandusia är en fjärilsart som beskrevs av Otto Staudinger 1888. Cithaerias bandusia ingår i släktet Cithaerias och familjen praktfjärilar. Inga underarter finns listade i Catalogue of Life.